# Ōkubo Toshimichi
Ōkubo Toshimichi (大久保 利通 (Đại Cửu Bảo Lợi Thông) sinh ngày 10 tháng 8 năm 1830 – mất ngày 14 tháng 5 năm 1878), là một chính khách Nhật Bản, một võ sĩ samurai của Satsuma, và là một trong Duy Tân Tam Kiệt lãnh đạo cuộc Minh Trị Duy Tân. Ông được coi là một trong những nhà sáng lập chính ra nước Nhật hiện đại, và là người thiết lập "chế độ quan liêu (công chức)" trong lịch sử Nhật Bản. Ông bị ám sát năm 1878.

## Thiếu thời
Ōkubo Toshimichi chào đời ở Kagoshima, tỉnh Satsuma, (ngày nay là tỉnh Kagoshima), là con trai của Ōkubo Juemon, một phiên sỹ của Đại danh phiên Satsuma là Shimazu Nariakira. Ông là con cả trong 5 anh em. Ông học cùng trường địa phương với Saigō Takamori, lớn hơn ông 3 tuổi. Năm 1846, (niên hiệu Hoàng Hóa năm thứ ba), ở tuổi 17 (tuổi đếm), ông được tuyển làm thư ký sở đăng ký của phiên Satsuma.

## Người võ sĩ phiên Satsuma

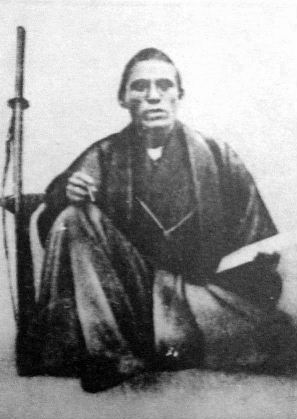
Ōkubo Toshimichi khi là một võ sĩ trẻ.

Shimazu Nariakira nhận ra tài năng của Okubo và bổ nhiệm ông vào vị trí quản lý việc thu thuế năm 1858. Khi Naraikira qua đời, Okubo tiếp nhận kế hoạch lật đổ Mạc phủ Tokugawa. Không giống phần lớn các lãnh đạo Satsuma, ông thích tōbaku (倒幕, "đảo Mạc" – lật đổ Mạc phủ), vì chống lại kōbu gattai (公武合体, Công Vũ Hợp thể) và hanbaku (đối lập với Mạc phủ) trong phong trào Tôn hoàng, nhương di (Sonnō jōi). Chiến tranh Anh-Satsuma năm 1863, cùng với Sự kiện Richardson và cuộc đảo chính tháng 9 năm 1863 tại Kyoto thuyết phục Okubo rằng phong trào tobaku đã diệt vong. Năm 1866, ông gặp gỡ Saigō Takamori và Kido Takayoshi của Chōshū để bí mật thành lập liên minh bí mật Satcho nhằm lật đổ Mạc phủ Tokugawa.

## Minh Trị Duy Tân
Ngày 3 tháng 1 năm 1868, quân đội Satsuma và Choshu chiếm giữ Hoàng cung Kyoto và tuyên bố về cuộc Minh Trị Duy Tân. Bộ ba Ōkubo, Saigō và Kido thành lập một chính phủ lâm thời. Là Bộ trưởng Tài chính năm 1871, Ōkubo ban hành Cải cách Địa tô, cấm võ sĩ samurai mang kiếm ở nơi công cộng, và chính thức chấm dứt sự kỳ thị với các sắc dân thiểu số. Trong quan hệ đối ngoại, ông hoạt động để đạt được việc xem xét lại các hiệp ước bất bình đẳng và tham gia vào phái đoàn Iwakura đi vòng quanh thế giới vào các năm 1871 – 1873.

Ōkubo Toshimichi (bên phải), là một thành viên của phái đoàn Iwakura.

Nhận ra rằng Nhật Bản vẫn chưa đủ tư cách để thách thức các cường quốc phương Tây trong tình hình hiện nay, Okubo trở về Nhật Bản vào ngày 13 tháng 9 năm 1873, đúng lúc để ngăn chặn cuộc xâm lược Triều Tiên (Chinh Hàn Luận).
Được bổ nhiệm làm Bộ trưởng Nội vụ, Okubo có quyền lực rất lớn qua việc ông trực tiếp phục trách việc bổ nhiệm chính quyền địa phương và lực lượng cảnh sát. Ông cũng sử dụng quyền lực của Bộ Nội vụ để thúc đẩy việc phát triển công nghiệp. Ông cũng tham gia vào Hội nghị Osaka năm 1875 với cố gắng hòa giải giữa các thành viên của nhóm đầu sỏ chính trị thời Minh Trị.

## Ám sát
Tuy nhiên, ông không thể thắng nổi người bạn cũ là Saigō Takamori. Trong cuộc Chiến tranh Tây Nam năm 1877, quân nổi loạn Satsuma dưới quyền chỉ huy của Saigo chiến đấu chống lại quân đội theo chế độ nhận ngũ của chính quyền mới dưới sự chỉ huy của Bộ trưởng Nội vụ Okubo. Với sự thất bại của lực lượng Satsuma, Okubo bị phiên mình và rất nhiều cựu võ sĩ coi là "tên phản bội". Vào ngày 14 tháng 5 năm 1878, ông bị Shimada Ichirō và 6 võ sĩ phiên Satsuma ám sát trên đường đến thủ đô Tōkyō.
Sách Mười hai người lập ra nước Nhật ghi nhận:
Những năm đầu của thời Minh Trị, ở trong nước Nhật đã có sự lo ngại là thể chế mạc phủ sẽ trở lại. Người ta lo ngại phiên chúa Satsuma sẽ lại trở thành Chinh Di Đại Tướng Quân, lập ra mạc phủ với Okubo Toshimichi làm tể tướng độc tài. Có người cho rằng kẻ ám sát Okubo đã ôm ấp nỗi lo âu đó.

## Di sản
Ōkubo Toshimichi là một trong những lãnh đạo giàu ảnh hưởng nhất của cuộc Minh Trị Duy Tân và thiết lập cơ cấu chính quyền hiện đại. Mặc dù chỉ trong thời gian ngắn, ông là nhân vật quyền lực nhất của Nhật Bản. Là một người theo chủ nghĩa dân tộc và có lòng trung thành, ông nhận được sự kính trọng của đồng sự cũng như kẻ thù.
Thủ tướng Nhật Bản Asō Tarō là cháu 5 đời của Okubo Toshimichi.

## Trong văn hóa
Nhân vật Omura trong phim Võ sĩ đạo cuối cùng được xây dựng dựa trên Ōkubo Toshimichi. Trong phim, ông là tên quan bán nước, vinh thân phì gia, lại khuynh đảo triều chính, xỏ mũi Thiên hoàng Minh Trị trẻ tuổi và bắt Thiên hoàng phải làm theo chiêu bài "hiện đại hóa" của ông. Cuối cùng thì Thiên hoàng Minh Trị cũng nhận ra mình không phải là ông vua bù nhìn của Omura, và buộc ông phải bỏ đi.
Trong seri manga/anime Rurouni Kenshin, Ōkubo xuất hiện để tìm kiếm sự giúp đỡ của Himura Kenshin để tiêu diệt mối đe dọa vì cuộc nổi loạn của Shishio Makoto. Kenshin lưỡng lự, và Ōkubo đưa ra hạn cuối cùng vào ngày 14 tháng 5 để đưa ra quyết định. Trên đường đi nhận câu trả lời của Kenshin, ông bị Seta Sojiro, cánh tay phải của Shishio, ám sát, và gia tộc Ichiro mạo phạm xác của ông và tự nói rằng chính mình đã giết ông. Trong lời chú của mình, Watsuki so sánh Okubo với Tổng thống Hoa Kỳ Abraham Lincoln.
Trong tiểu thuyết của Boris Akunin, The Diamond Chariot, Erast Fandorin điều tra vụ ám sát Ōkubo, nhưng không thể ngăn chặn được nó.